# Absolute Time in Pregroove
Absolute Time in Pregroove (lateinamerikanisch-englisch wörtlich für „genaue Zeit in Vorrille“, kurz ATIP genannt) ist eine Bezeichnung der Informationen in der gepressten Führungsspur auf CD-Rohlingen (CD-R und CD-RW). Darin sind am Anfang u. a. Daten über folgendes enthalten:
- die Startzeit des Lead-in; daraus lassen sich über eine Tabelle im Laufwerk der Hersteller und die empfohlene Schreibstrategie ableiten.
- die Kapazität des Rohlings.

Außerdem beinhaltet die Führungsspur über die gesamte Länge die fortlaufende Zeitinformation (daher der Name), die der Brenner zum Positionieren braucht. Diese Information wird als Zeit gespeichert, weil die CD als Audiodatenträger entwickelt wurde. Bei DVD-Rohlingen wird diese Information auch als fortlaufende Adresse gespeichert und daher Address in Pregroove genannt.